# 短翅船鸭
短翅船鸭（学名：Tachyeres brachypterus），是雁形目鸭科的一种鸟类。

## 特征
短翅船鸭体重约3450克，翼长约244.8毫米，嘴峰长约60.1毫米，喙宽度约27.8毫米，喙厚度约23毫米，跗蹠长约59.9毫米，尾长约96.2毫米。短翅船鸭是部分迁徙的鸟类，其栖息在开放的海洋及海岛环境中，食性为肉食性，主要食物来源是水生动物。

## 分布
福克兰群岛。